# سنگین‌نوک جنوبی
سنگین‌نوک جنوبی (نام علمی: Clytorhynchus pachycephaloides) نام یک گونه از تیره مگس‌گیر شهریار است.
این گونه در کالدونیای جدید و وانوآتو حضور دارد. این پرنده زیستگاهش در جنگل است.